# 월면토병기 미나
《월면토병기 미나》(일본어: 月面兎兵器 ミーナ)는 일본의 텔레비전 드라마 시리즈 《전차남》에 등장하는 가상의 애니메이션 작품이다. 추후에 실제 텔레비전 애니메이션 시리즈로 제작, 방영되었으며 만화화되었다.
츠루마키 카즈야가 구상한 애니메이션은 11편의 시리즈로 카와구치 케이치로(川口 敬一郎)가 감독을 맡아 곤조, 후지 TV, 포니 캐년, GDH가 제작하였다. 타케가미 준키(武上 純希)가 시리즈 작가를 맡았으며, 캐릭터 디자인을 쿠마젠 타카시(熊膳 貴志)와 오카마(Okama)가 담당하고 야마시타 코스케(山下 康介)가 음악을 작곡했다. 애니메이션은 2007년 1월 13일부터 2007년 3월 25일까지 방영되었다.
《전차남》의 가상 애니메이션의 제목은 본래 《월면병기 미나》(月面兵器 ミーナ)였으며, 26편 구성에 《월면토병기 미나》와는 다른 이야기를 다루고 있다.

## 등장인물
- 츠쿠다 미나 (Mina Tsukuda) - 성우 이노우에 마리나 (Marina Inoue)

17살 고교생 아나운서로 스포츠TV 프로그램 '스포루나'코너에서 화제인 소녀이다. 밝고 긍정적인 성격으로 매사에 열심히 노력하지만, 실수가 잦아 노력이 오히려 수포로 돌아가는 경우가 종종 있다. 자신이 동경하는 아나운서 '스이렌'처럼 되기 위해 매일 노력하며 당근을 먹으면 '츠키시로 미나'로 변신한다.
- 하제미 칸치(Kanchi Hazemi) - 성우 사이가 미츠키 (Mitsuki Saiga)

츠쿠다 미나와 어릴적 소꿉친구사이로서 현재 클래스메이트이기도 하다. 츠키시로 미나와 야구를 좋아하는 야구소년이며 소꿉친구 츠쿠다 미나가 아나운서로 활약하면서 인기를 얻어 가는 것을 못마땅히 여기고 있다. 동생 '하제미 나코루'의 미니 햄버그 스테이크를 좋아한다.
- 하제미 나코루 (Nakoru Hazemi) - 성우 하나자와 카나 (Kana Hanazawa)

칸치의 여동생으로 같은 학교에 다니는 치어리딩부에 속한 여중생이다. 오빠인 '하제미 칸치'를 응원하고 있으며 쓸데없는 걱정을 많이하고 미니 햄버그 스테이크를 잘 만든다. 체리를 먹으면 또다른 미나로 변신한다.
- 코우슈 스이렌 (Suiren Koushuu) - 성우 이토 시즈카 (Shziuka Ito)

TV 인기스포츠 프로그램 '스포루나'의 메인 캐스터. 절대적인 인기를 얻고 있으며 츠쿠다 미나와 무츠무네에게 동경의 대상인 선배이다.
냉정하고 침착한 어른스러운 여성이며 검은무를 먹으면 '오오츠키 미나'로 변신한다.
- 무츠무네 에스카르틴 (Mutsumune Eskartin) - 성우 나카오 에리 (Eri Nakao)

루나TV의 새내기 아나운서. 어느 정도 인기를 얻고 있었으나 츠쿠다 미나가 등장하면서부터 점점 인기가 하락하여 츠쿠다 미나를 질투하게 된다. 이중성 면모가 있으며 붙임성이 좋고 처세술에도 능한 편이다.
- 키류 다이스케 (Daisuke Kiryuu) - 성우 토치 히로키 (Hiroki Touchi)

'스포루나'를 스이렌과 미나와 함께 진행하는 미남 캐스터. 소탈한 성격으로 스이렌과 미나에게 스스럼없이 대한다.
- 래빗포스 사령관 - 성우 나카타 죠지 (Jyoji Nakata)

아기의 모습을 한 이의 정체는 미나들에게 명령을 내리는 래빗 포스의 사령관이다. 평소에는 래빗 포스 기지에서 지내지만, 중요하거나 급한일이 있을 때 미나 앞에 신출귀몰하게 나타나기도 한다.
- 하이바라 미나모 - 성우 노토 마미코 (Mamiko Noto)

츠쿠다 미나가 가는 곳마다 꼭 만나게 되는 수수께끼의 소녀이며 다재다능하여 무슨일이든 훌륭히 해낸다.
극중 작화에 문제가 있었는지 이의 스토리가 스킵되어 11화 마지막에 미나로 등장하여 츠키시로 미나와 오오츠키 미나를 도와주지만
나중에 스페셜작인 12화에서 미나모의 이야기가 방영되었다. 연근을 먹으면 미나로 변신한다.

## 주제가
- 오프닝

"Lights, Camera. Action!" (HALCALI)
- 엔딩

"ビュティフルストリ"(Beautiful Story) (이노우에 마리나, 나카타 야스타카)